# Fabrizio Caracciolo
Fabrizio Caracciolo (Lecce, 9 marzo 1974) è un allenatore di calcio ed ex calciatore italiano, di ruolo centrocampista.

## Carriera
Cresciuto nel settore giovanile dell'Inter, Caracciolo ha iniziato la carriera tra i professionisti nel 1993 con il Savona, in Serie D, disputando 24 presenze. Nelle due stagioni successive (1994-1996) ha giocato in Serie C2 con il Fasano, totalizzando 51 presenze e 2 reti.
Nel 1996-1997 è sceso nuovamente in Serie D con la Nuova Nardò, per poi trasferirsi al Gubbio, con cui ha disputato due stagioni: una in Serie D (1997-1998), con 27 presenze e 5 gol, e una in Serie C2 (1998-1999), con 29 presenze.
Nel 1999-2000 ha militato in Serie C1 con l'Arezzo, collezionando 23 presenze.
Ha esordito in Serie B nel gennaio 2001 con il Pescara, concludendo la stagione con 16 presenze e una rete. Nella stagione 2001-2002 ha giocato ancora nel campionato cadetto con il Siena, totalizzando 24 presenze e 1 gol. Successivamente si è trasferito al Ascoli, dove ha disputato due stagioni consecutive in Serie B (2002-2004), collezionando complessivamente 44 presenze e 2 reti.
Nel luglio 2004 è sceso in Serie C1, firmando un contratto biennale con il Rimini dove ha ritrovato il tecnico Leonardo Acori, già suo allenatore ai tempi del Gubbio. Al primo anno in Romagna ha contribuito alla promozione in Serie B con 11 presenze; nella stagione successiva, in cadetteria, ha collezionato 19 presenze.
Dalla stagione 2006-2007 ha proseguito la carriera in Serie C1, vestendo le maglie della Salernitana (2006-2007), del Pescara (2007-2008) e della Paganese (2008-2009).
Ha concluso la carriera da calciatore nel campionato di Serie D 2009-2010 con la Virtus Casarano.
Nell'estate del 2011 è stato ingaggiato dalla stessa Virtus Casarano come allenatore per la stagione 2011-2012.

## Palmarès

### Giocatore

#### Competizioni nazionali
- Campionato Nazionale Dilettanti: 1

Gubbio: 1997-1998
- Serie C1: 1

Rimini: 2004-2005
- Supercoppa di Serie C1: 1

Rimini: 2005